# Hnefatafl

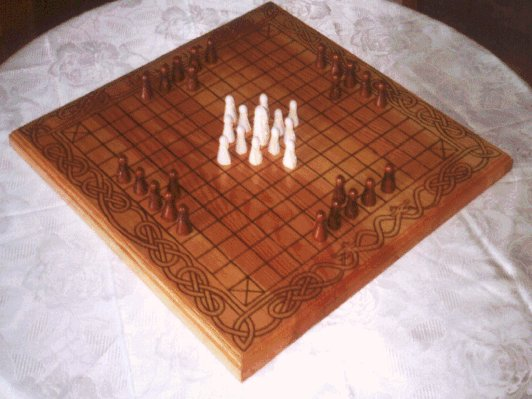
Hnefatafl

Il Hnefatafl (Tavola del Re in norreno; pronunciato [ˈn̥ɛːvatʰapl̥] in islandese; nevetavl in nynorsk, pronunciato [ˈnɛːvətavl]) è un gioco da tavolo molto antico, originario dell'Europa del nord: è simile agli scacchi e si è diffuso in tutte le zone del Nord Europa toccate dai vichinghi.
È giocato almeno a partire dal 400, molto prima, quindi, dall'arrivo degli scacchi in Europa, che risale al XII secolo. Come negli scacchi si fronteggiano i pezzi bianchi e i pezzi neri. I bianchi sono muniti di un re mentre i neri non lo hanno. Lo scopo è per i bianchi quello di far fuggire il proprio re facendolo arrivare ad un angolo ("rifugio") della scacchiera, mentre per i neri di catturare il re nemico.
Oltre al re gli altri pezzi sono tutti l'equivalente della torre negli scacchi. Tutti i pezzi si possono muovere di quante caselle vogliono fino ad incontrare un ostacolo ed è vietato muoversi diagonalmente.
Per quanto riguarda le posizioni il re occupa la casella centrale "il castello" ed è circondato dai suoi pedoni, invece i neri sono posizionati ai bordi della scacchiera. Per "mangiare" un pedone bisogna chiuderlo tra due pezzi (Pb→Pn←Pb) (c.d. "cattura per consegna") mentre il re va chiuso tra quattro pezzi.
Il nero muove sempre per primo.

## Pezzi e movimenti
Tutti i pezzi (re compreso) muovono come la torre degli scacchi, ovvero si possono spostare di un qualunque numero di caselle in orizzontale o verticale, purché non scavalchino altri pezzi (propri o avversari).
Tuttavia cinque caselle sono particolari: si tratta dei 4 angoli (santuari) e della casella centrale (castello), dove solo il re può muovere. La casella centrale, se libera, può essere attraversata da un pezzo minore, ma non occupata.

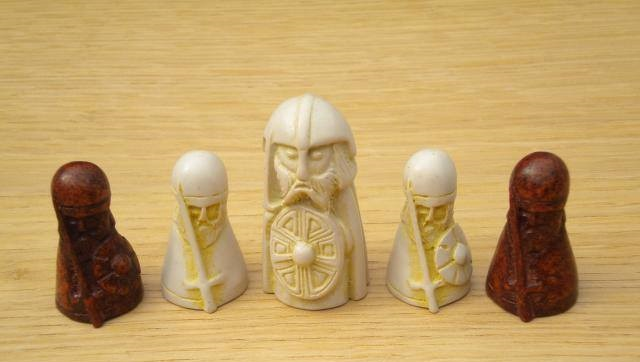
Pezzi classici per il gioco di Hnefatafl

Un pezzo minore (ovvero tutti tranne il re) può essere mangiato per consegna, ovvero chiudendolo a sandwich tra due propri
pezzi, oppure fra un proprio pezzo ed una casella proibita (centrale o d'angolo) vuota.

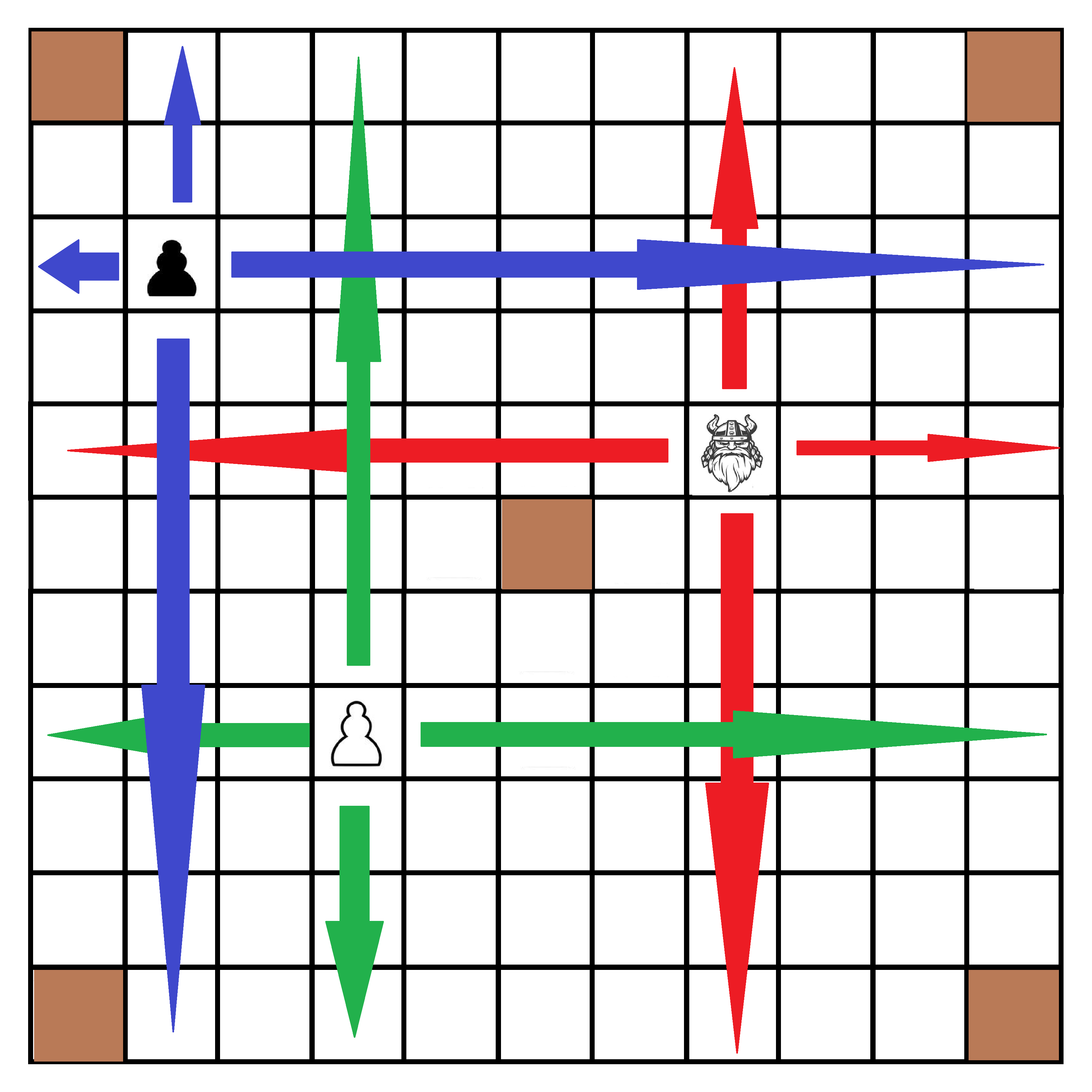
Movimenti per i pezzi utilizzati nel gioco di Hnefatafl

Il nero vince catturando il re bianco. Quando il re si trova nel castello (la casella centrale), può essere catturato ponendogli quattro pezzi intorno. Quando il re si trova in una casella adiacente al castello (le “porte del castello”), per catturarlo, occorre circondarlo da tre lati (ovviamente lasciando libero il castello). Altrove il re è catturabile come ogni altro pezzo.
Il nero vince portando il re in un santuario.
Se un giocatore è impossibilitato a muovere, ha perso la partita.

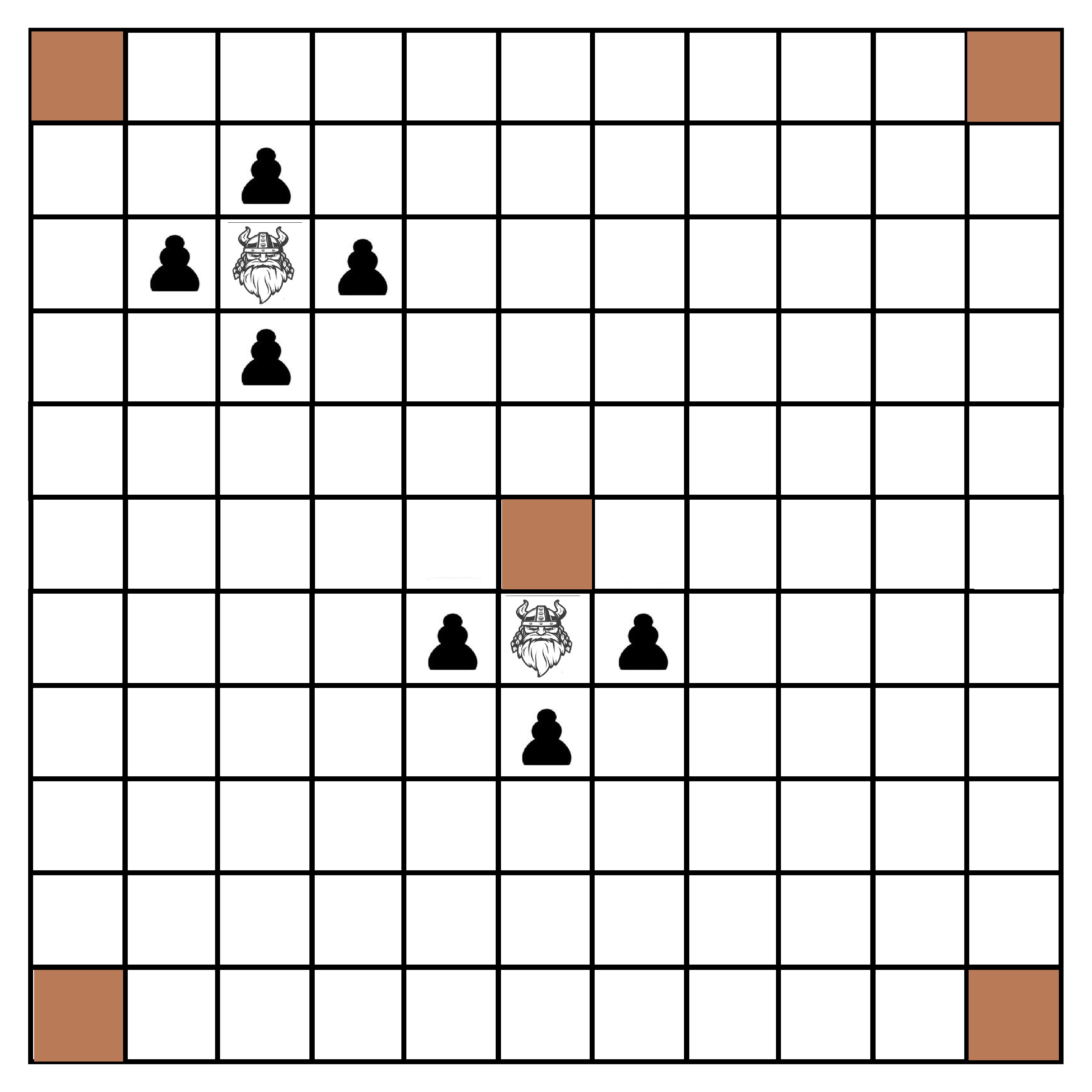
Posizioni per catturare il re bianco

## Caselle speciali
Nella scacchiera di Hnefatafl, esistono cinque caselle speciali, che saranno occupate solo dal re e si trovano nei quattro angoli e nel centro della scacchiera. La casella centrale è conosciuta come Il Trono del Re.

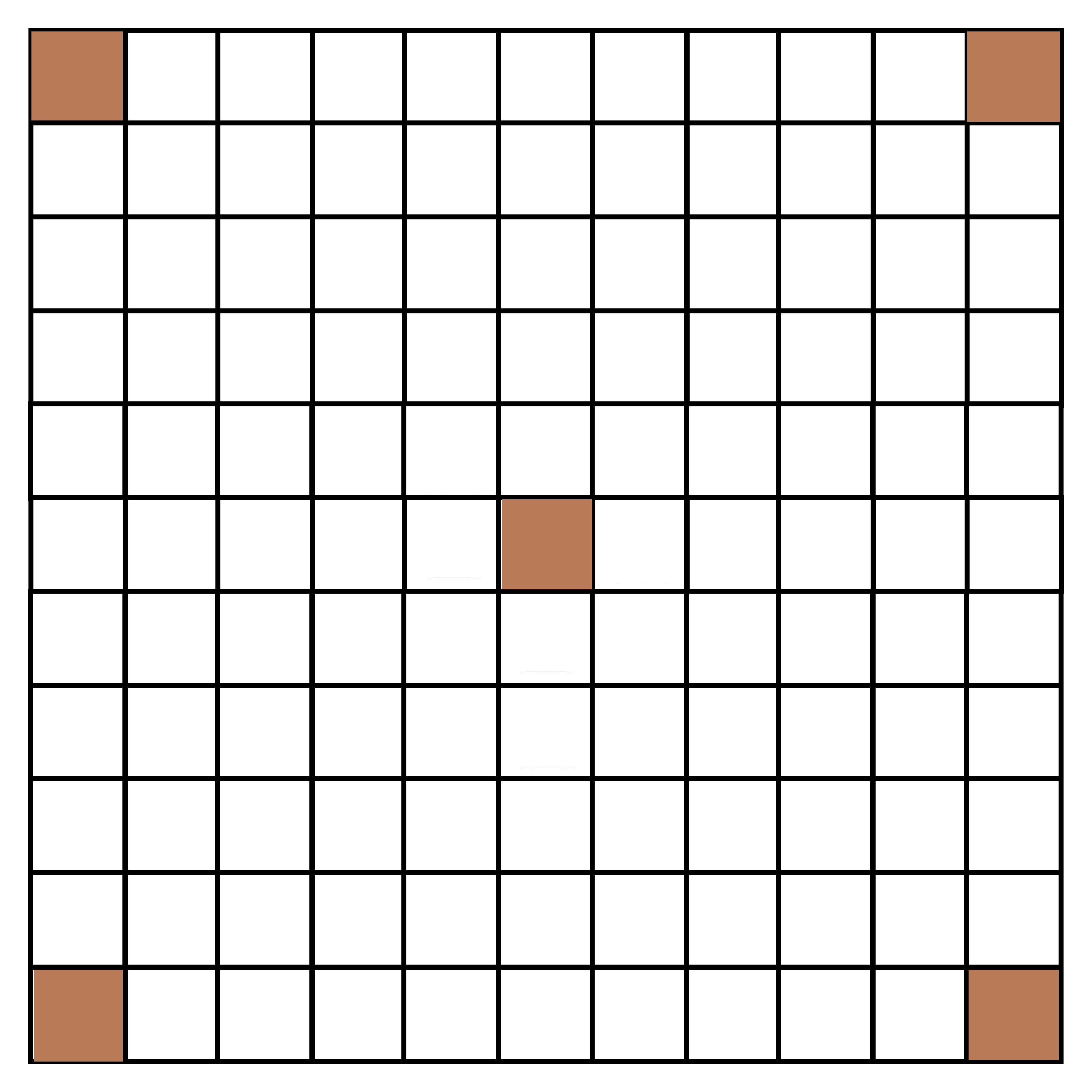
Caselle speciali che si trovano nella scacchiera utilizzata per il gioco di Hnefatafl e che sono occupate dal re.

## Nefatavl
Con questa grafia viene di solito indicata una particolare versione del gioco, usata soprattutto in Danimarca e basata sulle regole raccolte da Linneo nel 1732. Le principali differenze riguardano l'inversione dei colori (bianco per gli attaccanti, nero per i difensori) e la cattura del re (per consegna semplice quando lontano dal castello), così come il ruolo attivo del re nella cattura dei pezzi bianchi.

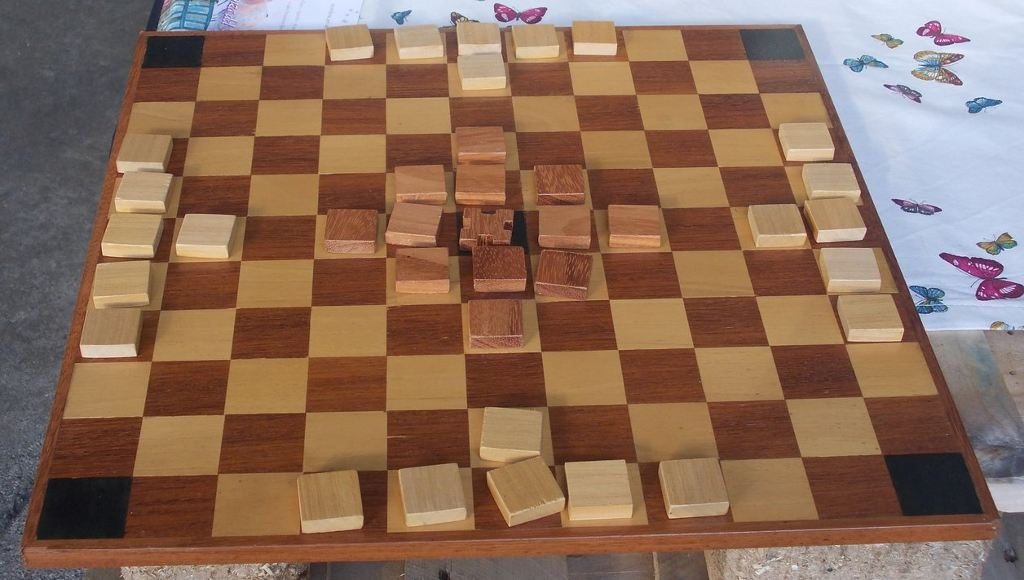
Una moderna scacchiera di Nefatafl